# ザシャリー・ブシェ
ザシャリー・ブシェ（Zacharie Boucher、1992年3月7日 - ）は、フランス・サン＝ピエール出身のサッカー選手。リーグ・ドゥ・トロワAC所属。ポジションはGK。

## 経歴
2013年にリーグ・ドゥの最優秀GKに選出され、2013-14シーズン終了後にリーグ・アンのトゥールーズFCに移籍した。
2015年7月、リーグ・ドゥのAJオセールに移籍した。
2018年8月31日、アンジェSCOに期限付き移籍。自身にとっては4年ぶりの1部での戦いになる。
2020年9月9日、アリス・テッサロニキに2年契約で移籍した。
2021年1月11日、リーグ・ドゥのSCバスティアへ半年間の契約で移籍し、2022年6月に更に2年間の契約延長を結んだ。
2023-24シーズン後半からはトロワACに期限付き移籍し、2024年7月から完全移籍でトロワに加入した。

## 人物
レユニオン生まれだが、マダガスカルにルーツを持っているため、2018年にはマダガスカル代表から勧誘を受けた。

## タイトル
個人
- リーグ・ドゥ年間最優秀GK : 2013